# Rue Auber
Pour les articles homonymes, voir Auber.
La rue Auber est une voie du 9e arrondissement de Paris, en France.

## Situation et accès
La rue Auber est une voie publique située dans le 9e arrondissement de Paris. Elle débute au 5, place de l'Opéra et se termine au 53, boulevard Haussmann.

## Origine du nom

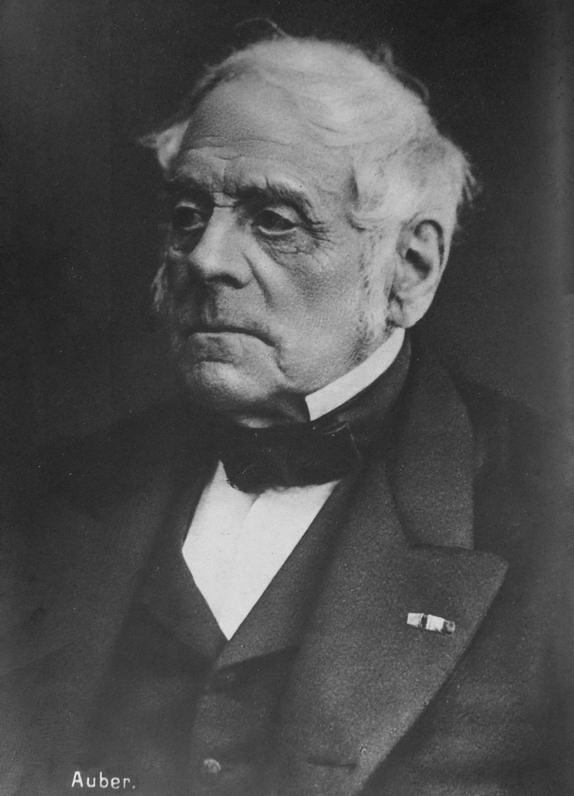
Daniel François Esprit Auber.

Elle porte le nom du compositeur français Daniel François Esprit Auber (1782-1871) en raison du voisinage du Théâtre national de l'Opéra qu'on construisait à proximité,.

## Historique
Projetée par décrets des 14 novembre 1858 et 29 septembre 1860, la rue est ouverte en 1862 entre la place de l'Opéra et les rues de Caumartin et des Mathurins sous le nom de « rue de Rouen » car elle conduisait à l'embarcadère de l'Ouest. 
Elle est dénommée « rue Auber » par décret du 2 mars 1864,.

## Bâtiments remarquables et lieux de mémoire
- No 3 : siège historique des éditions Calmann-Lévy jusquen 2002[7]. Le peintre Paul Louchet (1854-1936), dans sa première vocation de fondeur-ciseleur, y eut son atelier.
- No 4 : le 2 juillet 1968, la Société marseillaise de crédit y ouvre le premier distributeur automatique bancaire du pays[8].
- No 5 : Henry Aron (1842-1885), journaliste, critique littéraire, directeur de publication, directeur du Journal officiel, y est mort le 13 novembre 1885[9].
- No 6 : la Compagnie générale transatlantique installe son siège à cette adresse en 1884.
- No 7 : Pierre Pagès-Duport (1823-1884), homme politique, député du Lot, y est mort le 13 mars 1884.
- No 12 : 
  - Siège du Mouvement social révolutionnaire (MSR) durant la guerre de 1939-1945
  - Siège de la Légion des volontaires français contre le bolchevisme (LVF) durant la guerre de 1939-1945
- No 72 (détruit) : l'ambassadeur des États-Unis en France Robert R. Livingston y vécut en 1801[10].